# Shajapur
Shajapur är en stad i den indiska delstaten Madhya Pradesh, och är huvudort för ett distrikt med samma namn. Folkmängden uppgick till 69 263 invånare vid folkräkningen 2011.